# Ammo Baba
Emmanuel Baba Dawud (عمو بابا, né le 27 novembre 1934 à Bagdad - mort le 27 mai 2009 à Duhok), plus connu sous le nom d'Ammo Baba, est un footballeur international irakien qui a évolué au poste d'attaquant au sein de la sélection irakienne (11 sélections, 11 buts marqués) avant de devenir entraineur.

## Carrière de joueur
Ammo Baba, d'origine chrétienne assyrienne, a fait ses premières apparitions sur les terrains à l'âge de 16 ans lors du Championnat Panarabe des Écoles au Caire en 1951 portant les couleurs irakiennes. L'entraineur Ismail Mohammed l'avait alors détecté lorsqu'il jouait dans l'équipe scolaire de la province de Liwa Al-Dulaim, c'est d'ailleurs ce même entraineur qui lui donna son surnom d'« Ammo Baba » signifiant « Grand Oncle » en arabe et lui conseilla d'aller à Bagdad pour jouer dans les meilleurs clubs du pays.
En 1954, il signa au club d'Haris Al-Maliki et acquit ses premiers succès et marquant des buts à foison.
Après avoir battu des records avec Al-Quwa Al-Jawiya, le club de Notts County entrainé par l'ancien sélectionneur irakien Frank Hill le remarqua et lui proposa un contrat mais il ne put obtenir la sortie du pays à cause du coup d'État du Général Abdul Karim Qasim le 14 juillet 1958 et continua sa carrière en Irak jusqu'à la fin.

## Carrière d'entraineur
En 1967, il débuta une carrière d'entraineur-joueur à Al-Maslaha et commença sa seconde carrière qui le vit entrainer l'Irak à 5 reprises entre 1978 et 1997, et participa notamment à deux tournois olympiques en 1984 et 1988.

## Palmarès
- En tant que sélectionneur national :
  - Vainqueur de la Coupe du Golfe Persique des Nations de football en 1979, 1984 et 1988 avec l'équipe d'Irak
  - Vainqueur du Championnat arabe des nations en 1988
- En tant que sélectionneur national :
  - Champion d'Irak avec Al Talaba Bagdad en 1981 et avec Al Zawra Bagdad en 1994

## Vie personnelle
Le 20 janvier 2006, Ammo Baba fut attaqué et ligoté par des insurgés irakiens, le président irakien Jalal Talabani déclara alors qu'il prendrait en charge tous les frais médicaux.
Ammo Baba est décédé à l'âge de 74 ans des suites de complications du diabète. Il a été enterré dans le stade Al-Shaab, conformément à sa demande.